# フォンテーヌ (イゼール県)
フォンテーヌ （Fontaine）は、フランス、オーヴェルニュ＝ローヌ＝アルプ地域圏、イゼール県のコミューン。

## 交通
グルノーブル都市圏交通（fr）が運営する公共交通網がフォンテーヌにつながっており、トラムA線とバス路線が通じる。

## 歴史
紀元前15000年から紀元前13000年頃のマドレーヌ文化の頃、シカやビーバーを捕らえる人々が洞窟に住んでいた。新石器時代の墓から、イノシシの牙を彫った火打石が見つかっている。
長い間フォンテーヌは、ドラック川の洪水から守るヴェルコールの山のふもとにある小さな村だった。19世紀半ば、グルノーブルとの間に橋がかけられたことで、村はブームに湧くこととなった。19世紀終わりから、フォンテーヌは工業のまちとなった（皮なめしと手袋製造）。人口は急速に増加した。ドラック川とヴェルコール山にはさまれ、人口は1960年代後半から一定の割合で伸びてきている。
フロラリー地区は、数千人の住民が暮らす高層住宅郡である。

## 人口統計
| 1962年 | 1968年 | 1975年 | 1982年 | 1990年 | 1999年 | 2006年 |
| ------ | ------ | ------ | ------ | ------ | ------ | ------ |
| 15 102 | 22 236 | 25 036 | 22 827 | 22 853 | 23 323 | 22 936 |

source = EhessとINSEE

## 姉妹都市
- ソンマティーノ、イタリア
- アルピニャーノ、イタリア
- シュマルカルデン、ドイツ